# Zaricine, Radîvîliv
Zaricine (în ucraineană Зарічне) este un sat în comuna Ivașciukî din raionul Radîvîliv, regiunea Rivne, Ucraina.

## Demografie
Componența lingvistică a localității Zaricine
     Ucraineană (99,76%)
     Alte limbi (0,24%)
Conform recensământului din 2001, majoritatea populației localității Zaricine era vorbitoare de ucraineană (99,76%), existând în minoritate și vorbitori de alte limbi.